# Erik Mongrain
Erik Mongrain , kanadski kitarist in skladatelj, * 12. april 1980, Montreal, Québec, Kanada. 
Najbolj je poznan po svojem edinstvenem akustičnem slogu in dvoročni uporabi tapping tehnike na akustični kitari.

## Življenjepis
Erik Mongrain je začel z igranjem kitare pri 14 letih kot samouk. Kot fant je bil najbolj zainteresiran za šport, hkrati pa se je lotil igranja kitare po posluhu. Erik je najprej poskusil z električno kitaro, kasneje pa zanimanje preusmeril na klasično in akustično, potem, ko je slišal dela Johanna Sebastiana Bacha. Začel se je učiti note in tudi skladati.
Sprva ga je navdihnila glasba Metallice, Jimija Hendrixa in Kurta Cobaina. Pri 18 je slišal delo kitarista Dona Rossa in vzkliknil: »To je zame novo odkritje. Končno sem našel svoje področje.« Zatem je nanj naredil izreden vtis Michael Hedges. Erik je pravtako začel z eksperimentiranjem s posebno tehniko, poznano kot prstno udarjanje (lap tapping), pri katerem instrumentalist položi kitaro na kolena in z obema rokama udarja po strunah na vratu kitare.

## Trenutno delo
Erik Mongrain koncertira v Združenih državah, Kanadi in Angliji. Začel je s prireditvami na ulicah in metrojih, pravtako pa tudi na koncertnih prostorih ter televiziji. Erikova glasba bo predstavljena med drugim v dokumentarcu Lance-a Trumbulla v sklopu Everest Peace Project.
Decembra 2006 je izdal album z naslovom Fates, ki ga je objavil na svoji spletni strani kot serijo kupljivih oziroma snemljivih skladb. Fizični CD je bil izdan v letu 2007 na Japonskem.
V poletju 2007 se je odpravil na turnejo po Evropi, natančneje v Francijo, Belgijo, Nemčijo in Združeno Kraljestvo. Pravtako je nastopil na parih prireditvah v domači deželi Quebec. Medtem je iVideoTune posnel štiri kratke sestavke, tudi Equilibrium, njegovo najnovejšo skladbo.

## Diskografija
- Forward (2012)
- Equilibrium (2008)
- Fates (2007)
- Un paradis quelque part (2005)
- Les pourris de talent (2005)

## Medija
- Erik Mongrain - AirTap! Arhivirano 2007-04-29 na Wayback Machine.
- Erik Mongrain - Fusions Arhivirano 2007-04-29 na Wayback Machine.
- Erik Mongrain - Timeless Arhivirano 2007-04-29 na Wayback Machine.
- Erik Mongrain - I Am Not Arhivirano 2007-04-29 na Wayback Machine.
- Erik Mongrain - PercussienFa Arhivirano 2007-06-28 na Wayback Machine.
- Erik Mongrain - The Silent Fool Arhivirano 2007-08-22 na Wayback Machine.
- Erik Mongrain - A Ripple Effect Arhivirano 2007-06-28 na Wayback Machine.